# Denis Kindl
Denis Kindl (* 4. srpen 1992 Šumperk) je český hokejový útočník. Momentálně (2022) hraje za tým Draci Šumperk.

## Hráčská kariéra
- 2006–07 HC Moeller Pardubice – dor. (E)
- 2007–08 HC Moeller Pardubice – dor. (E)
- 2008–09 HC Moeller Pardubice – jun. (E)
- 2009–10 Gatineau Olympiques (QMJHL)
- 2010–11 Montreal Juniors (QMJHL), Cape Breton Screaming Eagles (QMJHL)
- 2011–12 Cape Breton Screaming Eagles (QMJHL)
- 2012–13 HC Oceláři Třinec – jun. (E), Salith Šumperk (1. liga)
- 2013–14 HC Olomouc (1. liga), HC Oceláři Třinec (E)
- 2014–2015 HC Oceláři Třinec, LHK Jestřábi Prostějov (1. liga), hostování Rytíři Kladno (1. liga)
- 2015–2016 HC Oceláři Třinec, hostování Rytíři Kladno (1. liga)
- 2016–2017 HC Energie Karlovy Vary
- 2017–2018 HC Škoda Plzeň
- 2018–2019 HC Škoda Plzeň
- 2019–2020 HC Dynamo Pardubice
- 2020–2021 HC Frýdek-Místek
- 2021–2022 Draci Šumperk
- 2022–2023 PSG Berani Zlín
- 2023–2024 PSG Berani Zlín